# Firebrand (Capcom)
Pour les articles homonymes, voir Firebrand.
Firebrand (レッドアリーマー, Reddo Arīmā), appelé aussi Red Arremer ou Read Reamer dans les versions anglophones, est une gargouille créée par Capcom en 1985, initialement pour le jeu d'arcade Ghosts 'n Goblins en tant que l'un des ennemis du joueur. Il est aussi la mascotte de la série éponyme, on le retrouve souvent sur le logo. De plus, il devint par la suite le héros de sa propre série que sont Gargoyle's Quest, Gargoyle's Quest II et Demon's Crest.

## Caractéristiques
En général, Firebrand a la peau rouge et porte des bracelets argentés, dans son dos se dressent de grandes ailes grises à membrane noire. Il possède un visage démoniaque semblable à celui d'un reptile et est doté d'une longue crête pointue sur le haut du crâne. Il y a en fait trois incarnations différentes de Firebrand dans la série des Ghosts 'n Goblins. Le premier est l'original, Firebrand aussi appelé Red Arremer Ace (comme on l'apprend dans Super Ghouls'n Ghosts).
Le deuxième est Red Arremer King qui apparait dans Ghouls'n Ghosts porte une armure et a une corne sur son front. Red Arremer Joker est la dernière incarnation connue, c'est une version plus grande de la précédente qui sert de chef aux autres gargouilles et qui peut en créer d'autres. Il apparait en tant que boss dans la version Game Boy Advance de Super Ghouls'n Ghosts et dans Namco x Capcom.

## Apparitions
| 1985 | Ghosts 'n Goblins                           |
| 1986 |                                             |
| 1987 | Higemaru Makaijima                          |
| 1988 | Ghouls 'n Ghosts                            |
| 1989 |                                             |
| 1990 | Gargoyle's Quest                            |
| 1991 | Super Ghouls 'n Ghosts                      |
| 1992 | Gargoyle's Quest II: The Demon Darkness     |
| 1993 |                                             |
| 1994 | Demon's Crest                               |
| 1995 |                                             |
| 1996 |                                             |
| 1997 |                                             |
| 1998 |                                             |
| 1999 | SNK vs. Capcom: The Match of the Millennium |
| 2000 |                                             |
| 2001 |                                             |
| 2002 |                                             |
| 2003 | SNK vs. Capcom: SVC Chaos                   |
| 2004 |                                             |
| 2005 | Namco x Capcom                              |
| 2006 | Ultimate Ghosts 'n Goblins                  |
| 2007 |                                             |
| 2008 |                                             |
| 2009 |                                             |
| 2010 |                                             |
| 2011 | Ultimate Marvel vs. Capcom 3                |
| 2012 |                                             |
| 2013 |                                             |
| 2014 |                                             |
| 2015 |                                             |
| 2016 |                                             |
| 2017 | Marvel vs. Capcom: Infinite                 |
| 2018 |                                             |
| 2019 |                                             |
| 2020 |                                             |
| 2021 | Ghosts 'n Goblins Resurrection              |

Firebrand apparaît pour la première fois en tant qu'ennemi dans Ghosts 'n Goblins, paru en 1985 sur borne d'arcade. Red Arremer est le nom original donné par le programmeur Toshio Arima pour la race des gargouilles rouges. En 1987, un « Red Arremer » apparaît comme boss final dans le jeu d'aventure développé par Capcom, Higemaru Makaijima - Nanatsu no Shima Daibōken (en). Firebrand revient dans la suite intitulée Ghouls 'n Ghosts, toujours en tant qu'ennemi, jeu sorti sur borne d'arcade en 1988. En 1990, Capcom développe et publie Gargoyle's Quest sur Game Boy, titre dans lequel Firebrand est le personnage principal, il a pour mission de retrouver l'héritier du « Gargouille rouge »,. Firebrand est aussi appelé « Red Blaze » (Flamme Rouge en français), il reçoit ce titre après avoir vaincu le démon Rushifell. En 1991, le troisième jeu de la série Ghosts 'n Goblins est publié sur Super Nintendo sous le titre de Super Ghouls 'n Ghosts, Firebrand y figure à nouveau et toujours en tant que simple ennemi.
La suite de Gargoyle's Quest est publiée en 1992 sur NES sous le titre de Gargoyle's Quest II: The Demon Darkness, il s'agit du second jeu où Firebrand y est le personnage principal,. En 1994, Demon's Crest est publié sur Super Nintendo, il s'agit du troisième jeu où Firebrand est mis en avant. Le héros est à la recherche de six pierres magiques élémentaires qui lui donneront de nouveaux pouvoirs. Ces pierres se réfèrent aux éléments (feu, terre, eau, vent, temps et le ciel), Firebrand change d'apparence et possède différents pouvoirs selon l'élément,.
Firebrand réapparaît quelques années plus tard dans le jeu de combat développé par SNK, intitulé SNK vs. Capcom: The Match of the Millennium et publié en 1999. Le personnage intervient dans le mode « Olympic » via le mini-jeu « Ghost Trick », le joueur y contrôle Arthur de Ghouls 'n Ghosts. En 2003, Firebrand fait partie du casting des personnages de la firme de Capcom du jeu SNK vs. Capcom: SVC Chaos, il combat sous le nom de Red Arremer et sert également de boss de fin,. Firebrand réapparaît deux années plus tard  en 2005 sous le nom de Red Arremer Joker dans le Tactical RPG de Monolith Soft, Namco x Capcom. Firebrand est ajouté dans la liste des personnages jouables dans la mise à jour de Ultimate Marvel vs. Capcom 3, parue en 2011.